# Trachyphonus
Genre
Le genre Trachyphonus comprend 5 espèces de barbicans, petits oiseaux d'Afrique tropicale appartenant à la famille des Lybiidae.

## Liste des espèces
D'après la classification de référence (version 2.2, 2009) du Congrès ornithologique international (ordre phylogénique) :
- Trachyphonus purpuratus – Barbican pourpré
- Trachyphonus vaillantii – Barbican promépic
- Trachyphonus erythrocephalus – Barbican à tête rouge
- Trachyphonus margaritatus – Barbican perlé
- Trachyphonus darnaudii – Barbican d'Arnaud